# 布里地区舒瓦西
布里地区舒瓦西（法語：Choisy-en-Brie，法語發音：[ʃwazi ɑ̃ bʁi] ⓘ）是法国法蘭西島大區塞纳-马恩省的一个市镇，属于普罗万区。 

## 地理
布里地区舒瓦西（48°45'31"N, 3°13'1"E）面积25.03 平方千米，位于法国法蘭西島大區塞纳-马恩省，该省份为法国北部内陆省份，北起瓦兹省，西接埃松省、马恩河谷省、塞纳-圣但尼省和瓦兹河谷省，南至卢瓦雷省，东南接约讷省，东临马恩省和奥布省，东北接埃纳省。
与布里地区舒瓦西接壤的市镇（或旧市镇、城区）包括：圣雷米德拉瓦讷、圣西梅翁、沙尔特龙日、舍夫吕、莫兰河畔茹伊、布里地区勒东、布里地区马罗勒。

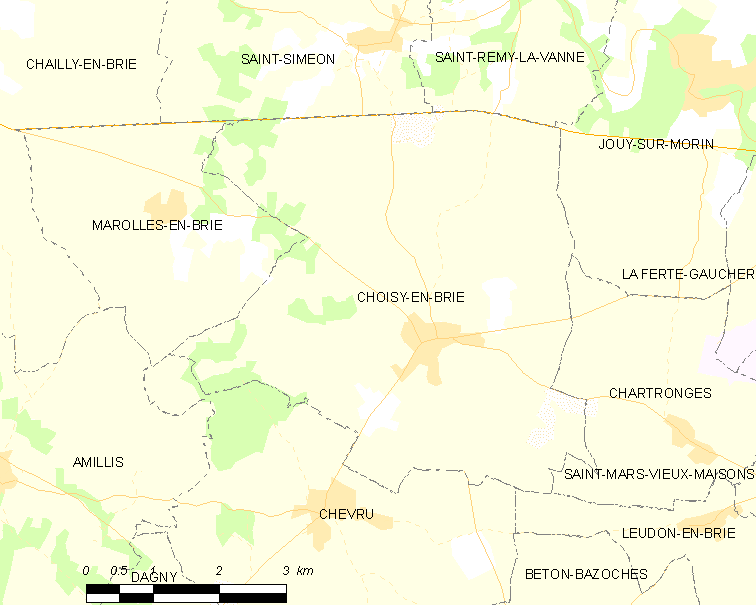
布里地区舒瓦西的OSM定位图

布里地区舒瓦西的时区为UTC+01:00、UTC+02:00（夏令时）。

## 行政
布里地区舒瓦西的邮政编码为77320，INSEE市镇编码为77116。

## 政治
布里地区舒瓦西所属的省级选区为库洛米耶县。

## 人口

1962-2008年间布里地区舒瓦西人口变化图示

布里地区舒瓦西于2022年1月1日时的人口数量为1331人。